# Evergis
Evergis († 28. September 1178) war von 1160 bis zu seinem Tod Bischof von Paderborn. 

## Leben
Evergis stammte aus einer nicht näher bekannten Familie. Er war zur Zeit seiner Bischofswahl Domherr in Paderborn. Noch als Elekt bestätigte er die Stiftung des Klosters Hardehausen durch seinen Vorgänger Bernhard I. von Oesede. Als Bischof machte er sich insbesondere um den inneren Ausbau seines Gebietes verdient. So ließ er den Wald um den bischöflichen Besitz Herstelle roden, um dort Bauern anzusiedeln. Er berief 1163 eine Versammlung sächsischer weltlicher und geistlicher Fürsten ein, von Herzog Heinrich dem Löwen besucht. Ein Jahr später beteiligte er sich zusammen mit dem Erzbischof Rainald von Dassel, den Bischöfen Friedrich II. von Are und Werner von Minden unter dem Oberkommando Heinrichs des Löwen an der Strafaktion gegen Graf Heinrich von Arnsberg, in deren Verlauf die Burg Arnsberg zerstört wurde. In seine Regierungszeit fiel 1165 ein großer Stadtbrand in Paderborn. Dabei wurde auch das Abdinghofkloster zerstört. Im Jahr 1168 befahl Kaiser Friedrich I. mit Blick auf die vielfach mehr weltlich als geistlich handelnden Bischöfe, dass sich die ungeweihten Bischöfe weihen lassen müssten. Unter diesen war auch Evergis. Im Jahr 1170 weihte Evergis das Kloster Bredelar. Dieses lag zwar politisch im Herrschaftsgebiet des Kölner Erzbischofs, dem späteren Herzogtum Westfalen, kirchlich gehörte es aber noch zum Bistum Paderborn. Etwa um dieselbe Zeit fand in Paderborn eine Versammlung sächsischer Fürsten statt. Als es nach 1175 zu gewaltsamen Auseinandersetzungen zwischen Anhängern und Gegnern Heinrichs des Löwen kam, war daran auch Evergis beteiligt.
In seiner Zeit als Bischof publizierte Reinher von Paderborn 1171 an der Paderborn Domschule sein Werk Computus emendatus zur Verbesserung der Kalenderberechnung. Darin nutzte Reinher als erster in Westeuropa das Dezimalsystem und indisch-arabische Zahlendarstellungen.